# Les Mées (Sarthe)

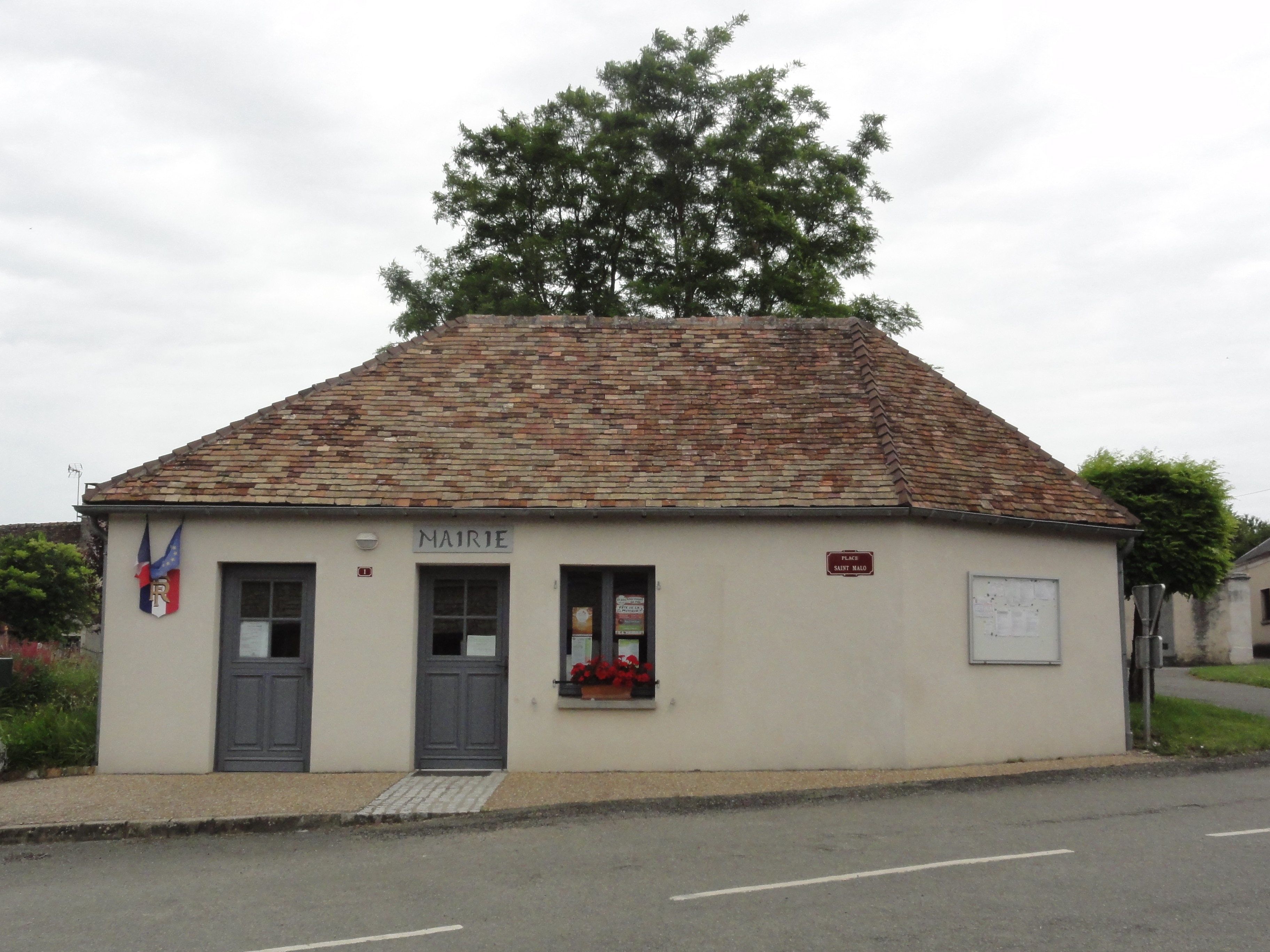
Rathaus von Les Mées (2019)

Les Mées ist eine französische Gemeinde mit 105 Einwohnern (Stand: 1. Januar 2022) im Département Sarthe in der Region Pays de la Loire; sie gehört zum Arrondissement Mamers und zum Kanton Mamers. Die Einwohner werden Méens genannt.

## Geographie
Les Mées liegt etwa 36 Kilometer nördlich von Le Mans. Umgeben wird Les Mées von den Nachbargemeinden Saint-Rémy-du-Val im Norden, Saosnes im Osten und Nordosten, Courgains im Osten und Südosten, Thoigné im Süden und Südosten, René im Süden und Südwesten, Thoiré-sous-Contensor im Westen sowie Louvigny im Nordwesten.

## Bevölkerungsentwicklung
| 1962                      | 1968 | 1975 | 1982 | 1990 | 1999 | 2006 | 2013 |
| ------------------------- | ---- | ---- | ---- | ---- | ---- | ---- | ---- |
| 196                       | 186  | 161  | 149  | 117  | 107  | 100  | 105  |
| Quelle: Cassini und INSEE |      |      |      |      |      |      |      |

## Sehenswürdigkeiten
- Kirche Saint-Malo aus dem 16. Jahrhundert
- Altes Priorat in Boulay aus dem 13. Jahrhundert
- Altes Pfarrhaus aus dem 18. Jahrhundert